# Charles Vinci
Charles Vinci (n. 28 februarie 1933, Cleveland, Ohio, SUA – d. 13 iunie 2018, Elyria⁠(d), Ohio, SUA) a fost un halterofil ce a reprezentat Statele Unite ale Americii, medaliat olimpic. A participat la 2 ediții ale Jocurilor Olimpice (1956, 1960) în care a câștigat două medalii de aur.